# マーティ・パンザー
マーティ・パンザー (Marty Panzer) は、アメリカ合衆国の作詞家、ソングライターで、特に初期のバリー・マニロウの共作者として知られている。マニロウとの共作は30曲以上に及ぶが、このほかにも、ウォルト・ディズニー・ピクチャーズに百曲以上を提供している。また、カントリー・ミュージック界のスーパースターであるケニー・ロジャースが取り上げた「Through the Years」の共作者のひとりでもある。パンザーは、ニューヨーク出身である。彼が関わった楽曲は、ゴールドやプラチナディスクに認定されたアルバム35枚に収録されている。1999年には、Annie Award for Music in a Feature Production を受賞した。ディズニーの『ポカホンタスII/イングランドへの旅立ち』や『ライオン・キング2 シンバズ・プライド』にも楽曲を提供している。